# خانه طولیان
خانه طولیان مربوط به سده‌های متاخر دوران‌های تاریخی پس از اسلام است و در شهرستان کهگیلویه، بخش مرکزی، دهستان دهدشت شرقی، روستای طولیان واقع شده و این اثر در تاریخ ۱۶ دی ۱۳۸۷ با شمارهٔ ثبت ۲۴۴۸۷ به‌عنوان یکی از آثار ملی ایران به ثبت رسیده است.